# Anthony Babington

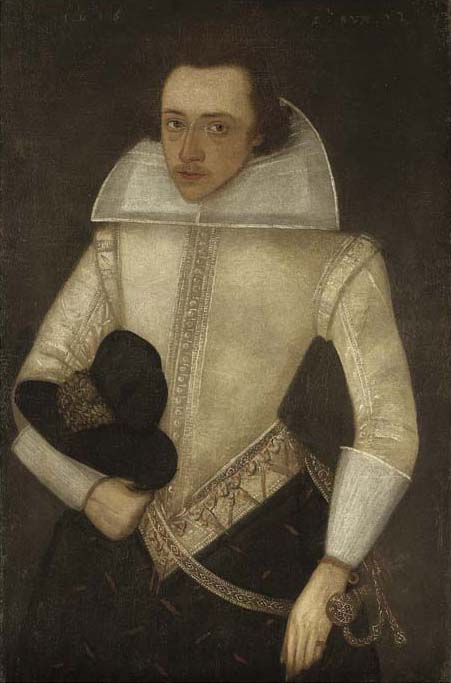
Anthony Babington

Anthony Babington (* 24. Oktober 1561 in Dethick, Derbyshire; † 20. September 1586 in London, Middlesex) war Hauptbeschuldigter der nach ihm benannten Babington-Verschwörung, die die Ermordung Königin Elisabeths I. zum Ziel hatte. Die Aufdeckung dieser Verschwörung führte letztendlich zum Prozess gegen Maria Stuart. Er entstammte der englischen Adelsfamilie Babington.

## Leben
Anthony Babington wurde in einer wohlhabenden katholischen Familie als dritter Sohn von Sir Henry Babington aus Dethick und Mary Darcy in Dethick, Derbyshire, geboren. Sein Vater starb 1571, als Anthony neun Jahre alt war. Seine Mutter heiratete nach dem Tod seines Vaters Henry Foljambe. Babington blieb ungefähr bis 1577 in Dethick, als er vom Earl of Shrewsbury angestellt wurde, der in der Zeit ihrer Gefangenschaft Wächter Maria Stuarts war. Es ist wahrscheinlich, dass er in dieser Zeit Maria unterstützte, den englischen Thron zu erringen.
Ab 1579 war er mit Margery Draycott verheiratet. Um 1580 traf er auf dem Kontinent Thomas Morgan. Dieser überredete ihn, Briefe für Maria zu transportieren, während sie noch von Babingtons ehemaligem Herrn, dem Earl of Shrewsbury, gefangengehalten wurde. Um 1586, nach der Verlegung Maria Stuarts nach Tutbury endete Babingtons Rolle als Bote, da die Verbindung zu Maria Stuart zunächst abriss. Anfang des Jahres 1586 erhielt Babington zweimal Briefe aus Frankreich, wahrscheinlich für Maria; er lehnte aber stets ab, sich weiter als Bote zu verwenden. Tatsächlich dachte er in dieser Zeit an Flucht aus England und versuchte zusammen mit seinem walisischen Freund Thomas Salisbury, einen Pass zu erhalten, was sich als vergeblich erwies.

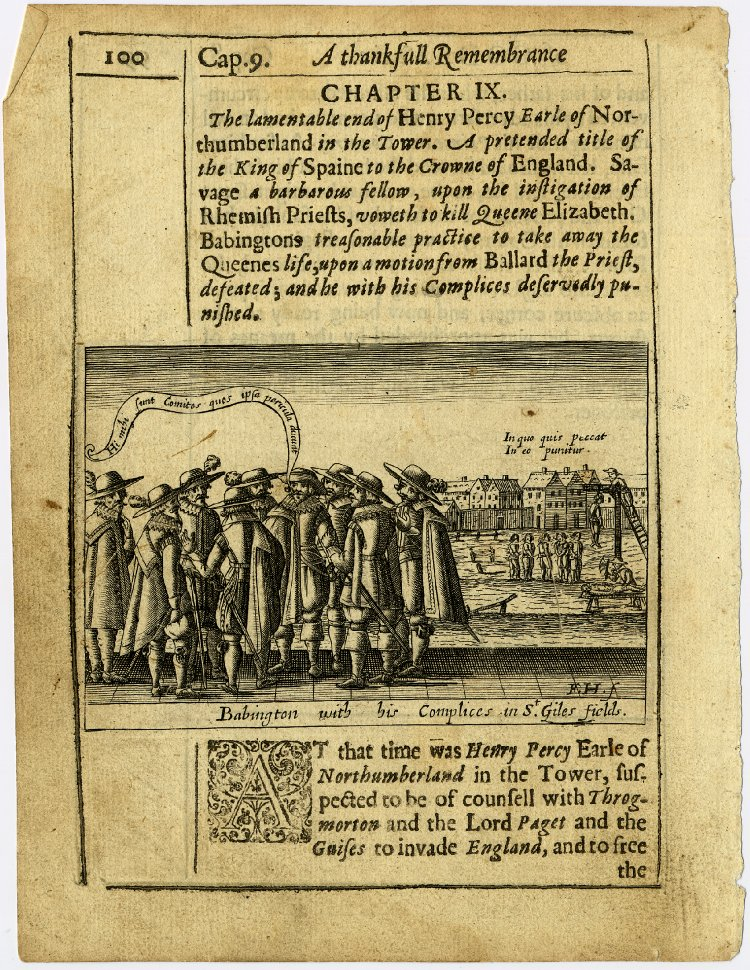
Darstellung eines Treffens der Gruppe um Babington

Während der durch konfessionelle Spannungen gekennzeichneten Regierungszeit von Elisabeth I. war diese besonders um den zukünftigen Einfluss von Maria Stuart besorgt. Babington selbst stellte keine große Herausforderung für die Sicherheitskräfte der Königin dar, die von Francis Walsingham angeführt wurden. Im Rahmen der Nachforschungen Walsinghams wurde auch der verdächtigte Gilbert Gifford befragt. Um eine Strafe zu vermeiden, war Gifford bereit, als Doppelagent zu arbeiten. Er stellte Kontakt zur französischen Botschaft in London her und organisierte den Schmuggel von Briefen, teils in Bierfässern, von Maria Stuart an ihre Anhänger. Gifford stellte sicher, dass Walsingham Zugang zu der Korrespondenz erhielt. Hierdurch kamen die Bitten Marias an die Franzosen und die Spanier ans Licht.
Am 6. Juli 1586 schrieb Babington Maria Stuart einen Brief, in dem er ihr den Plan seiner Gruppe von Verschwörern zur Ermordung Elisabeths und der Einsetzung von Maria als Königin von England eröffnete. Er bat darin, Maria als rechtmäßige Thronanwärterin möge das Vorhaben autorisieren. Maria betonte in ihrer Antwort die Notwendigkeit von Hilfe aus dem Ausland, falls der Rettungsversuch erfolgreich sein sollte. Die verschlüsselte Korrespondenz konnte Walsingham mit Hilfe des erfahrenen Dechiffrierers Thomas Phelippes entziffern. Als Walsingham und seine Beamten genügend Beweise gesammelt hatten – es wird vermutet, dass einiges von dem Material gefälscht war –, griffen sie ein und verhafteten Babington und seine Anhänger.
Am 18. September 1586 wurden Babington und seine dreizehn Mitverschwörer wegen Hochverrats zum Tode verurteilt. Babingtons Angebot, Elisabeth für eine Begnadigung 1000 Pfund Sterling zu zahlen, wurde zurückgewiesen. Die Hinrichtung der ersten sieben Verschwörer, unter ihnen Anthony Babington, John Ballard und Chidiock Tichborne, fand zwei Tage später am 20. September 1586 statt. Die Verurteilten wurden gehängt, ausgeweidet und gevierteilt. Anschließend wurden ihre Körperteile an bestimmten Stellen der Stadt zur Schau gestellt, um die Widersacher der Monarchie abzuschrecken. Maria Stuart wurde am 8. Februar 1587 enthauptet.

## Verfilmung
- Im Film Elizabeth – Das goldene Königreich wird Babington von Eddie Redmayne gespielt.